# Sotokoi (Central River Region)
Sotokoi ist eine Ortschaft im westafrikanischen Staat Gambia.
Nach einer Berechnung für das Jahr 2013 leben dort etwa 1202 Einwohner, das Ergebnis der letzten veröffentlichten Volkszählung von 1993 betrug 838.

## Geographie
Sotokoi in der Central River Region im Distrikt Niamina East liegt am linken Ufer des Gambia-Flusses. Die South Bank Road führt durch den Ort.